# Buchenlohe
Buchenlohe ist ein Gemeindeteil des Marktes Regenstauf im Landkreis Regensburg (Oberpfalz, Bayern).

## Geographie
Das Dorf liegt etwa 4 km östlich von Regenstauf, östlich der A93 an der Staatsstraße 2149. 

## Geschichte
Die erste urkundliche Erwähnung von Buchenlohe reicht in das Jahr 1170 zurück: die Erstnennung von „Puchenlae“ erfolgte im Testament des Pfalzgrafen Friedrich II. von Wittelsbach. 1505 fiel „Buecheloe“ an das Fürstentum Pfalz-Neuburg.
Im Jahre 1818 entstand mit dem bayerischen Gemeindeedikt die politische Gemeinde Buchenlohe mit den Orten 
- Buchenlohe (Dorf)
- Dirnberg (Einöde)
- Ellmau (Einöde)
- Forstberg (Dorf)
- Frauenberg (Dorf, nach 1820)
- Geiersberg (Einöde)
- Hohenwarth (Weiler)
- Reingrub (Einöde)
- Reiterberg (Weiler)

Buchenlohe war bis 1. Januar 1971 selbständige Gemeinde. Buchenlohe, Dirnberg, Ellmau und Hohenwarth wurden der Gemeinde Bubach am Forst, Raingrub der Gemeinde Eitlbrunn und Forstberg, Frauenberg, Geiersberg und Reiterberg der Gemeinde Steinsberg zugeordnet. Im Zuge der Gebietsreform in Bayern wurden am 1. Januar 1978 die Gemeinden Heilinghausen, Hirschling, Karlstein und Ramspau sowie Gebietsteile der aufgelösten Gemeinde Bubach am Forst eingegliedert. Die Gemeinden Diesenbach, Eitlbrunn und Steinsberg sowie die Gemeindeteile Hagenau und Medersbach der aufgelösten Gemeinde Ponholz folgten am 1. Mai 1978.